# Splendidi amori
Splendidi amori (Splendore, titolo per Amazon Prime Video), (Splendor, titolo originale) è un film del 1999 scritto e diretto da Gregg Araki.

## Trama
L'aspirante attrice Veronica non sa scegliere fra uno scrittore e critico musicale, Abel, e un chitarrista punk rock, Zed che hanno personalità opposte: il primo intelligente e cerebrale, il secondo passionale.
Incapace di scegliere, la ragazza mette su casa con tutti e due. Lo strano terzetto convive amabilmente per circa sei mesi, poi le cose precipitano. Veronica conosce un produttore di successo, Ernest, che s'innamora di lei. Scopre di essere incinta, ma non ha idea di chi sia il padre. Potrebbero essere tutti tranne Ernest, l'unico che si offre di sposarla. Ma Veronica non accetterà.